# Аркев
Аркев (фр. Arquèves) насеље је и општина у североисточној Француској у региону Пикардија, у департману Сома која припада префектури Амјен.
По подацима из 2011. године у општини је живело 154 становника, а густина насељености је износила 20,16 становника/km². Општина се простире на површини од 7,64 km². Налази се на средњој надморској висини од 153 метара (максималној 152 m, а минималној 100 m).

## Демографија
| 1962. | 1968. | 1975. | 1982. | 1990. | 1999. | 2011. |
| ----- | ----- | ----- | ----- | ----- | ----- | ----- |
| 179   | 171   | 148   | 158   | 137   | 143   | 154   |

График промене броја становника у току последњих година